# Aphanizomenonaceae
Famille
La famille des Aphanizomenonaceae est une famille de cyanobactéries de l’ordre des Nostocales.

## Liste des genres
Selon AlgaeBase (14 mai 2018) :
- genre Anabaenopsis V.V.Miller
- genre Aphanizomenon A.Morren ex É.Bornet & C.Flahault
- genre Chrysosporum E.Zapomelová, O.Skaácelová, P.Pumann, R.Kopp & E.Janecek
- genre Cuspidothrix P.Rajaniemi, J.Komárek, R.Willame, P.Hrouzek, K.Kastovská, L.Hoffmann & K.Sivonen
- genre Cyanospira G.Florenzano, Sili, Pelosi & Vincenzini
- genre Cylindrospermopsis G.Seenayya & N.Subba Raju
- genre Dolichospermum (Ralfs ex Bornet & Flahault) P.Wacklin, L.Hoffmann & J.Komárek
- genre Nodularia Mertens ex Bornet & Flahault
- genre Raphidiopsis F.E.Fritsch & F.Rich
- genre Sphaerospermopsis Zapomelová, Jezberová, Hrouzek, Hisem, Reháková & Komárková
- genre Umezakia M.Watanabe

Selon NCBI (14 mai 2018) :
- genre Anabaenopsis
- genre Aphanizomenon
- genre Chrysosporum Zapomelova & al. 2012
- genre Cuspidothrix Rajaniemi & al. 2005
- genre Cyanospira Florenzano & al. 1985
- genre Cylindrospermopsis Seenayya & Subba-Raju 1972
- genre Dolichospermum Ralfs ex Bornet & Flahault
- genre Nodularia Mertens ex Bornet & Flahault 1886
- genre Raphidiopsis Fritsch & Rich 1929
- genre Sphaerospermopsis Zapomelova & al. 2010
- genre Umezakia Watanabe 1987

Selon World Register of Marine Species (14 mai 2018) :
- genre Chrysosporum E.Zapomelová, O.Skaácelová, P.Pumann, R.Kopp & E.Janecek, 2012